# Billa

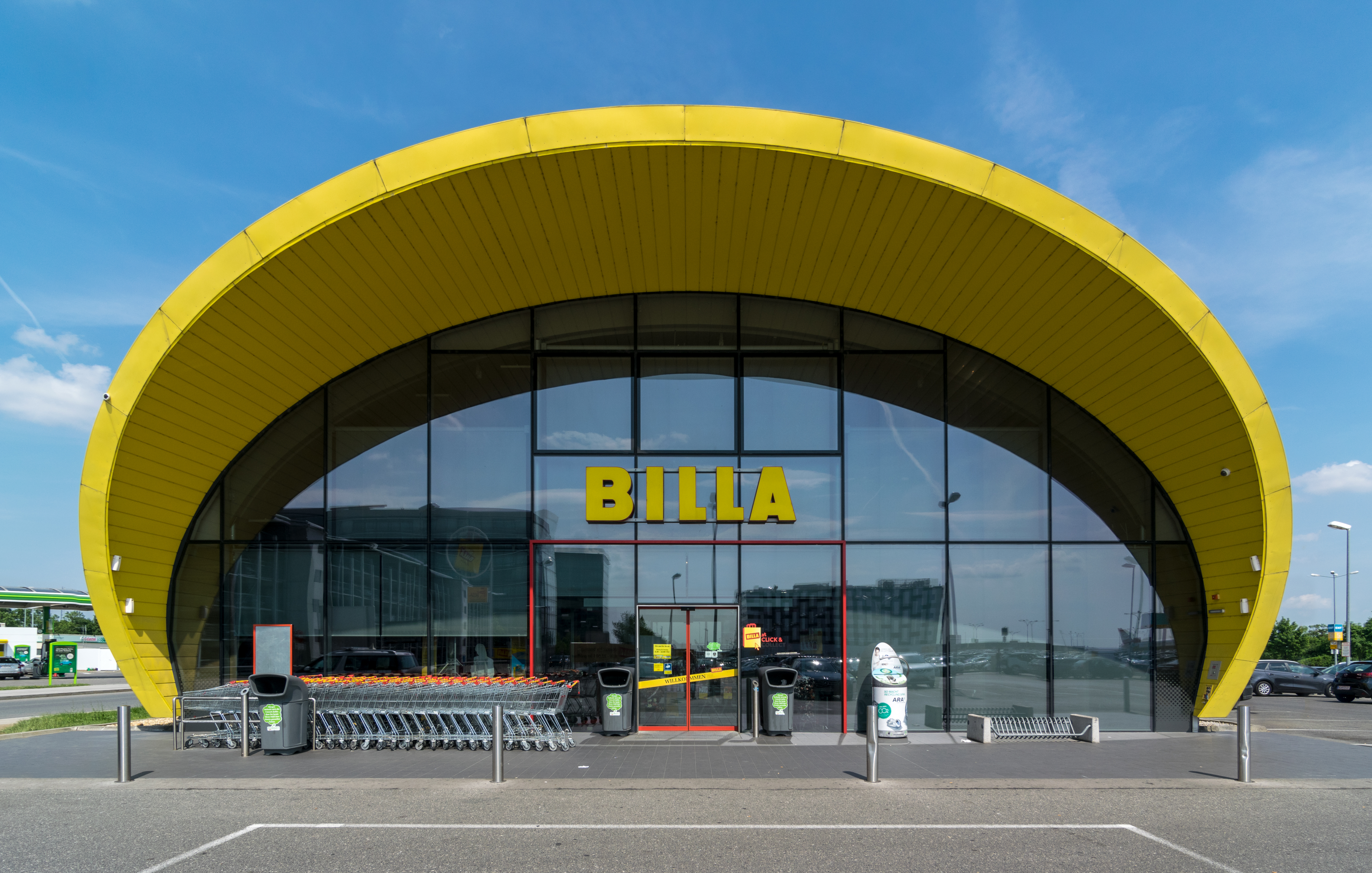
Billa Vienna-Schwechat

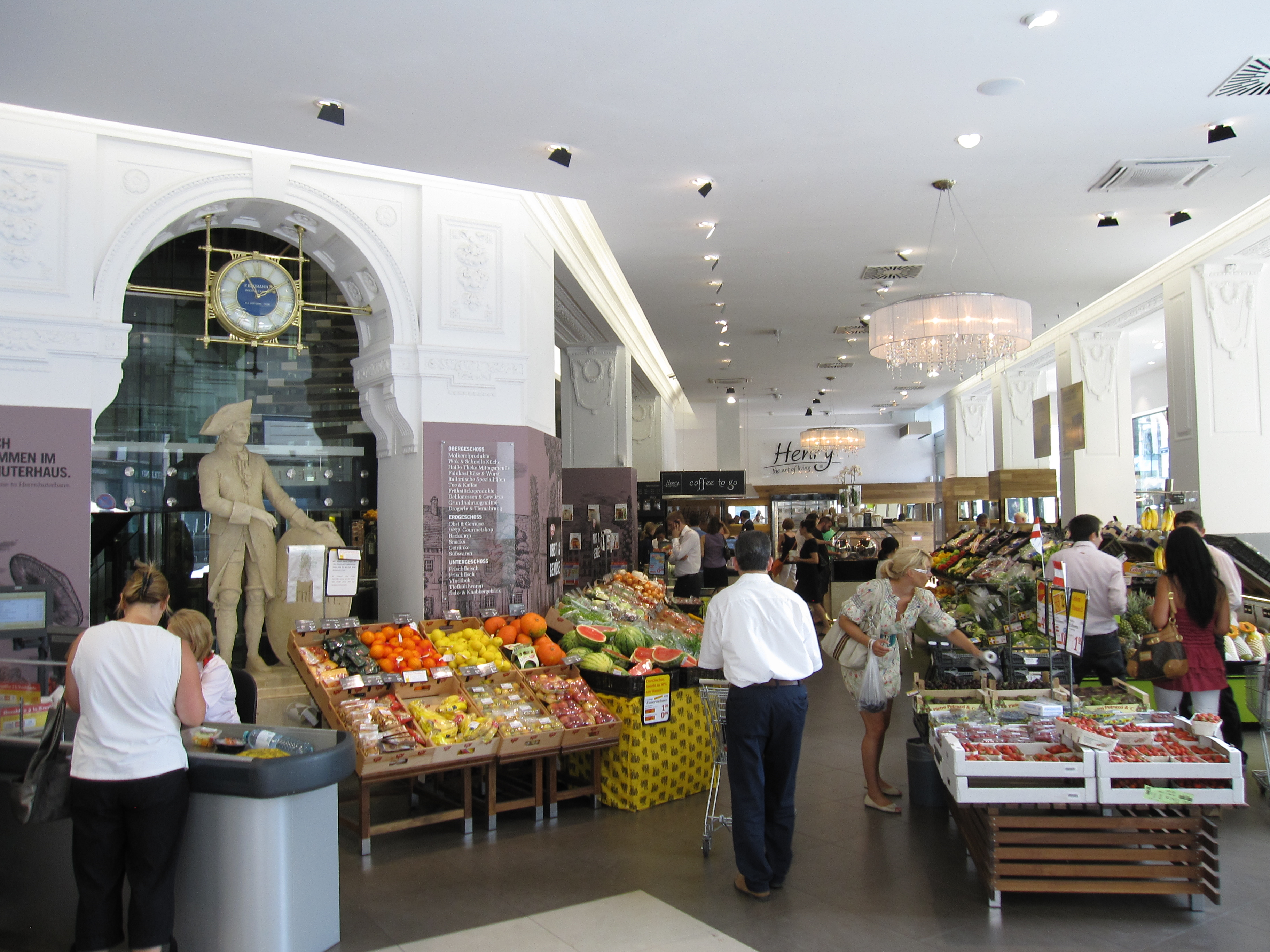
Billa de Viena

Billa es una cadena de supermercados europea cuya sede se sitúa en Austria, país donde la marca tiene la mayor parte de sus establecimientos, superando las 1000 tiendas.  Pertenece al grupo de venta al por menor alemán REWE Group.
El nombre de la empresa viene de la contracción “BILliger LAden”, que en alemán significa “tienda de bajo coste”.

## Billa en Europa
La empresa Billa tiene tiendas en los siguientes 8 países europeos:
| País            | Número de Tiendas |  |
| Austria         | 1,000+            |  |
| República Checa | 192               |  |
| Eslovaquia      | 113               |  |
| Bulgaria        | 140               |  |
| Croacia         | 49                |  |
| Rumania         | 61                |  |
| Rusia           | 72                |  |
| Ucrania         | 22                |  |